# Scuola di pittura di Düsseldorf

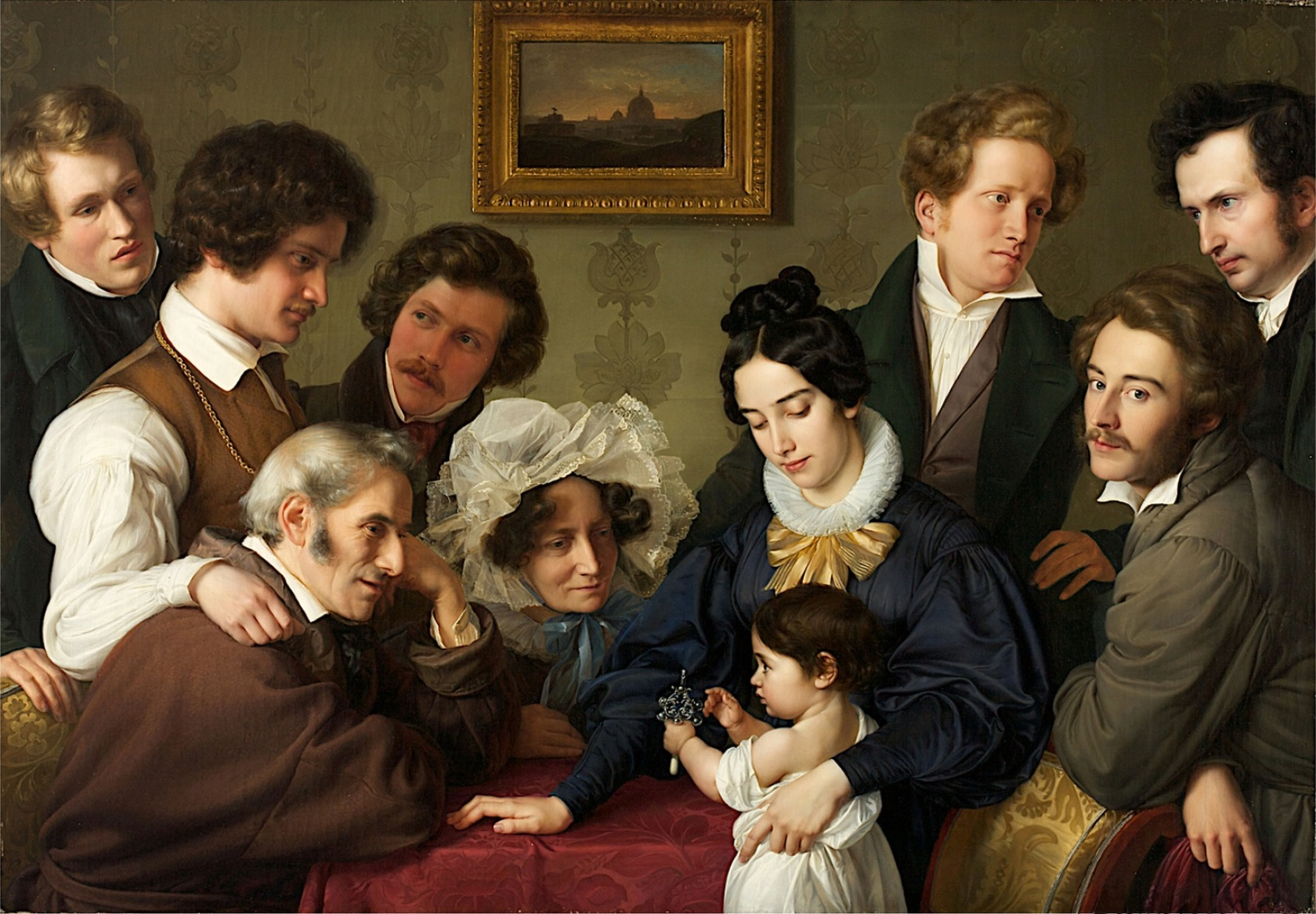
Kollektivarbeit von Eduard Bendemann, Theodor Hildebrandt, Julius Hübner, Wilhelm von Schadow, e Karl Ferdinand Sohn. - La famiglia Bendemann e i suoi amici), (1830-31)

La Scuola di Düsseldorf o Scuola di pittura di Düsseldorf fu costituita da un gruppo di pittori che avevano insegnato o studiato all'Accademia di Düsseldorf (Kunstakademie Düsseldorf) tra gli anni 1830 - 1840 sotto la direzione del pittore Wilhelm von Schadow. L'identificazione del movimento si estese nell'arco temporale che va dal 1819 al 1918 .
I primi direttori dell'accademia, Peter von Cornelius e Wilhelm von Schadow, diedero all'istituzione didattica un orientamento correlato al movimento del nazareno e al classicismo. I soggetti delle opere appartenevano al repertorio della mitologia, del Cristianesimo, di importanti temi storici e paesaggistici.

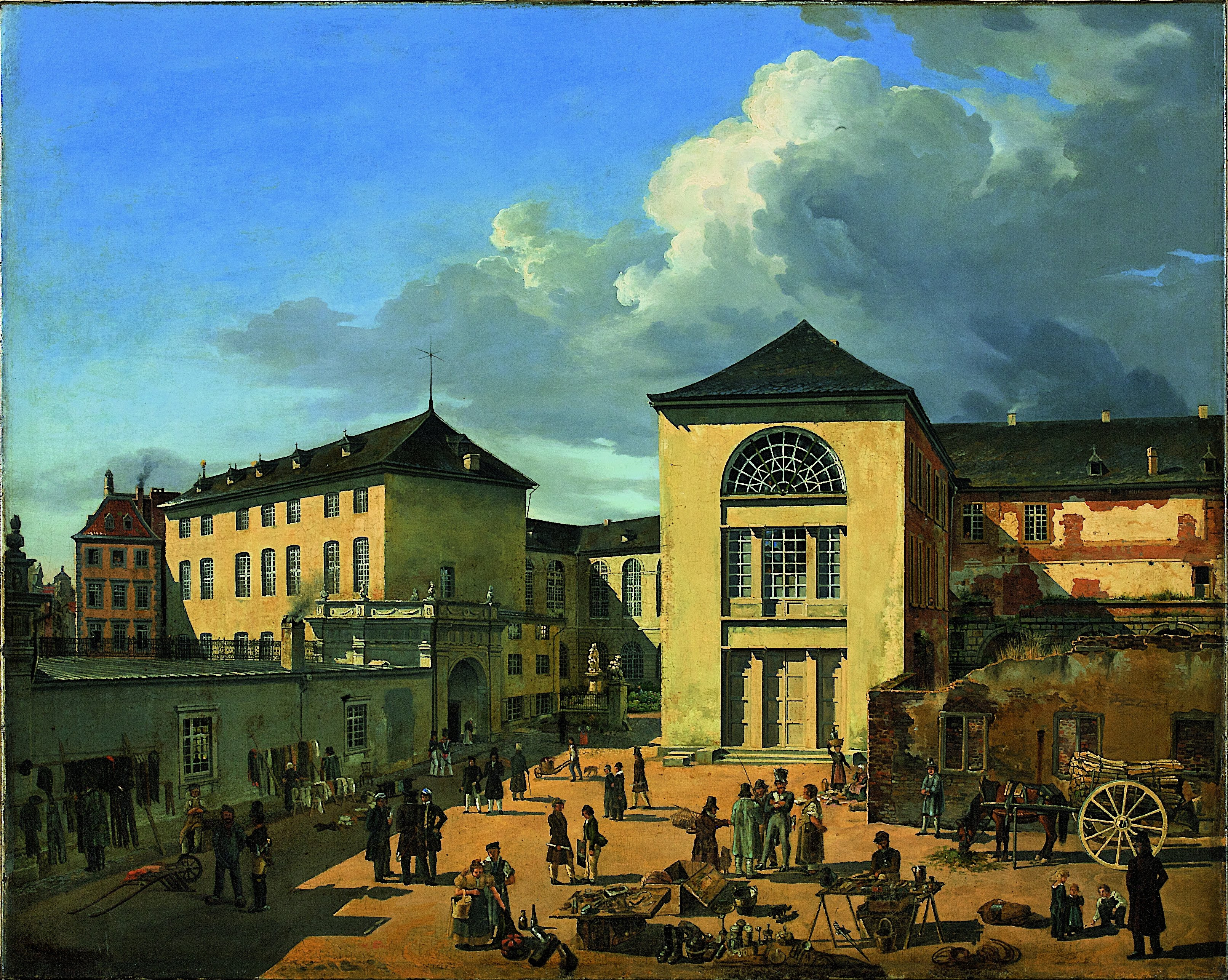
Andreas Achenbach - L'Accademia di Düsseldorf) - Google Art Project

Il movimento nato nella Scuola di pittura di Düsseldorf si diffuse rapidamente in Germania e si fece strada nell'Accademia. Sotto l'influenza di Vormärz, tuttavia, il programma dell'Accademia e il suo ambiente artistico si ampliarono fino ad includere altre correnti e una visione realistica e socialmente critica dell'arte. Tra i temi e gli stili pittorici della Scuola di pittura vengono rappresentati temi storici, paesaggistici, nature morte in tutte le sfaccettature che "hanno avuto un ruolo nello sviluppo dell'arte del XIX secolo". 

## Storia
Il 9 marzo 1819 l'Accademia d'arte di Düsseldorf, che aveva subito un pesante declino durante le Guerre rivoluzionarie francesi e il Granducato di Berg, fu rifondata da Federico Guglielmo III di Prussia come Accademia Reale Prussiana. Questa misura non era un semplice atto per favorire lo sviluppo dell'arte e un'azione di politica educativa prussiana, ma fu sollecitata per soddisfare le spinte identitarie e politiche provenienti dalla borghesia renana e rivolte alla corona prussiana .

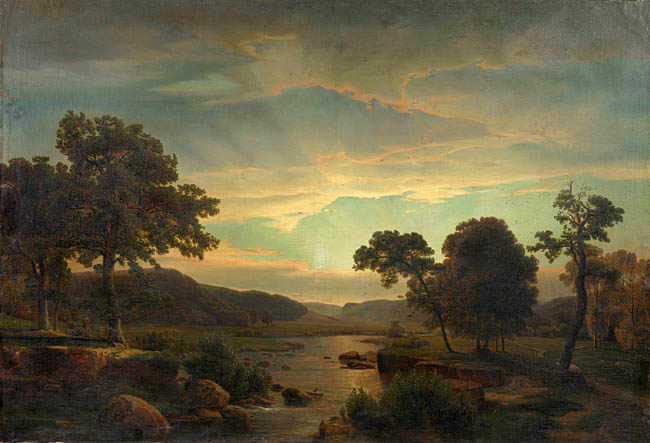
Carl Friedrich Lessing - Alberi romantici

La Renania era stata annessa alla Prussia in seguito al Congresso di Vienna del 1815. Tra la popolazione della regione, prevalentemente cattolica e di mentalità democratica, si era diffuso un sentimento di essere assoggettati alla Prussia. Berlino decise, quindi, di contrastare questo problema con un insieme di misure di politica culturale ed educativa, soprattutto nel campo della politica dell'istruzione superiore, fondando collegi e università. Fu per questo motivo che i direttori della neonata accademia Peter von Cornelius, direttore tra il 1819 e il 1824, e soprattutto il suo successore Wilhelm von Schadow, direttore dal 1826 al 1859, aprirono la strada a un'accademia d'arte rispettata a livello internazionale che esercitò anche una grande attrazione sui giovani artisti stranieri. 
L'accademia fu sostenuta in questa azione di richiamo di artisti, dal Kunstverein für die Rheinlande und Westfalen (Associazione d'arte per la Renania e la Westfalia), fondata nel 1829 da Karl Josef Ignatz Mosler, segretario dell'accademia e insegnante di storia dell'arte, ebbe un ruolo decisivo accanto a Schadow. 

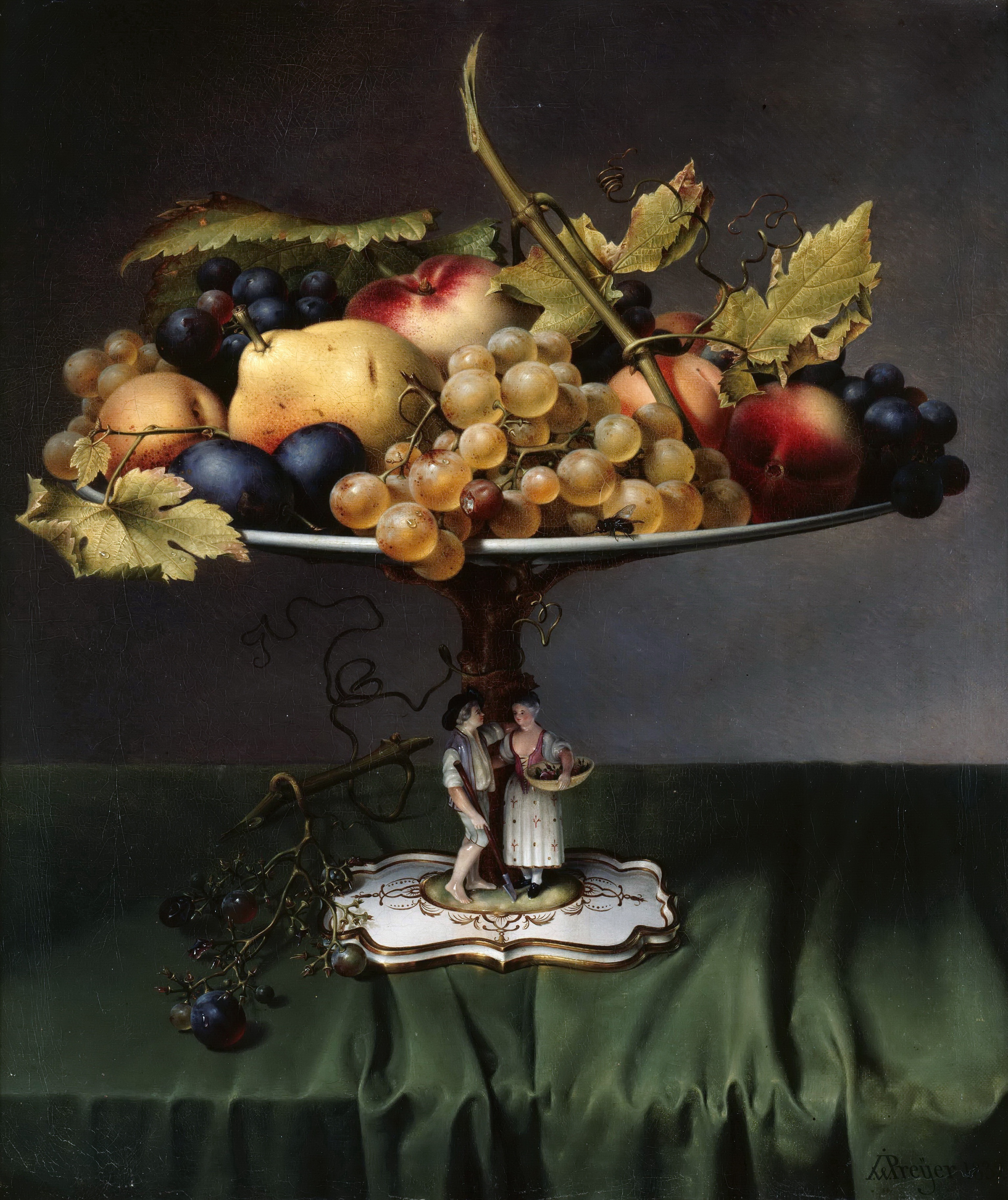
Johann Wilhelm Preyer - Natura morta con frutta

Fondamentale per l'enorme successo della Scuola di pittura di Düsseldorf"*  fu anche il mercato dell'arte che era sostenuto dalla vivace domanda della borghesia che si stava affermando nella Renana e nella Westfalia. Imponenti acquisti di opere d'arte da parte dell'alta nobiltà, ma anche di gallerie d'arte private come, per esempio, le mostre di Julius Buddeus, Eduard Schulte, Bismeyer & Kraus, Paffrath, Boisserée e l'American Art-Union, l'esposizione permanente d'arte Elberfeld-Barmer o la Galleria Düsseldorf di Johann Gottfried Böker, che furono fondate a partire dagli anni Trenta dell'Ottocento a Düsseldorf, Elberfeld, Colonia, Berlino e New York, e che assicurarono vendite costanti e diffusero la fama della scuola di pittura di Düsseldorf nel mondo.
Nella stessa Düsseldorf, il primo quartiere di gallerie si costituì intorno al 1835 soprattutto lungo Alleestraße e Ratinger Straße. Altri spazi espositivi come la Kunsthalle di Düsseldorf, costruita tra il 1878 e il 1881, hanno sostenuto e organizzato mostre aperte al pubblico. 

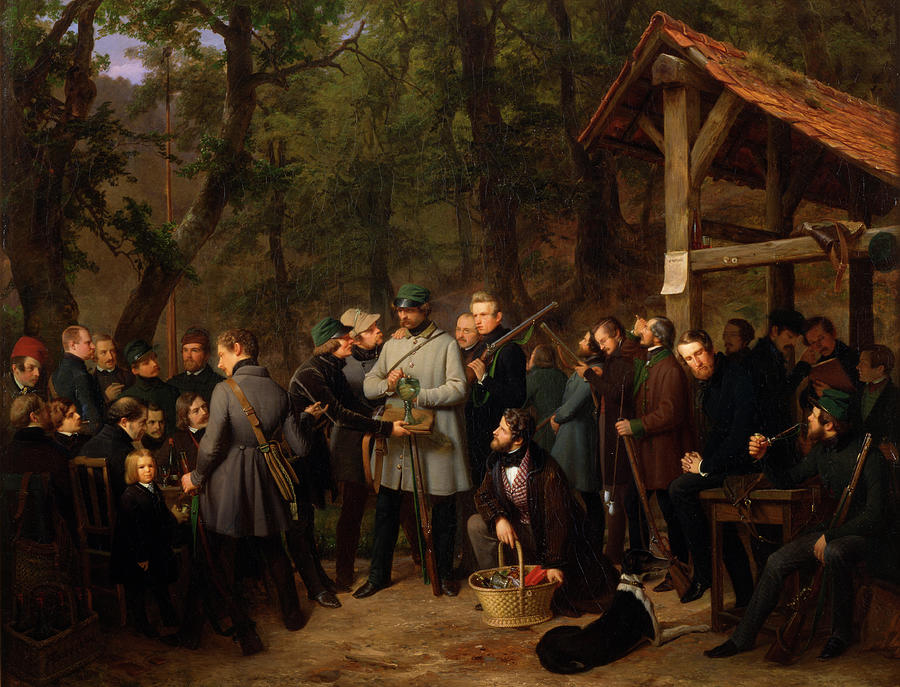
Friedrich Boser - Il tiro agli uccelli degli artisti di Düsseldorf nella foresta di Grafenberg

I metodi di riproduzione come l'incisione su legno, l'incisione su rame e la litografia crearono ai pittori ulteriori opportunità di vendita. In questo contesto, il Verein zur Verbreitung religiöser Bilder (Associazione per la Diffusione di Immagini Religiose), fondato nel 1841, ebbe un particolare impatto vendendo immagini devozionali realizzate da incisori di Düsseldorf che erano stati formati da Joseph von Keller.
Sulla scia del fiorente commercio d'arte e del conseguente aumento della domanda di stampe d'arte e illustrazioni, alcune imprese di Düsseldorf si specializzarono nella riproduzione grafica, come la tipografia su rame. 
Un importante mecenate e primo collezionista di dipinti di Düsseldorf fu il banchiere berlinese Joachim Heinrich Wilhelm Wagener la cui donazione, nel 1861, fornì un impulso decisivo per la fondazione della Galleria Nazionale di Berlino. Nel 1844, il collezionista privato Pierre Louis Ravené aveva aperto la prima collezione d'arte accessibile al pubblico di Berlino e che comprendeva una parte significativa di dipinti della Scuola di pittura di Düsseldorf .

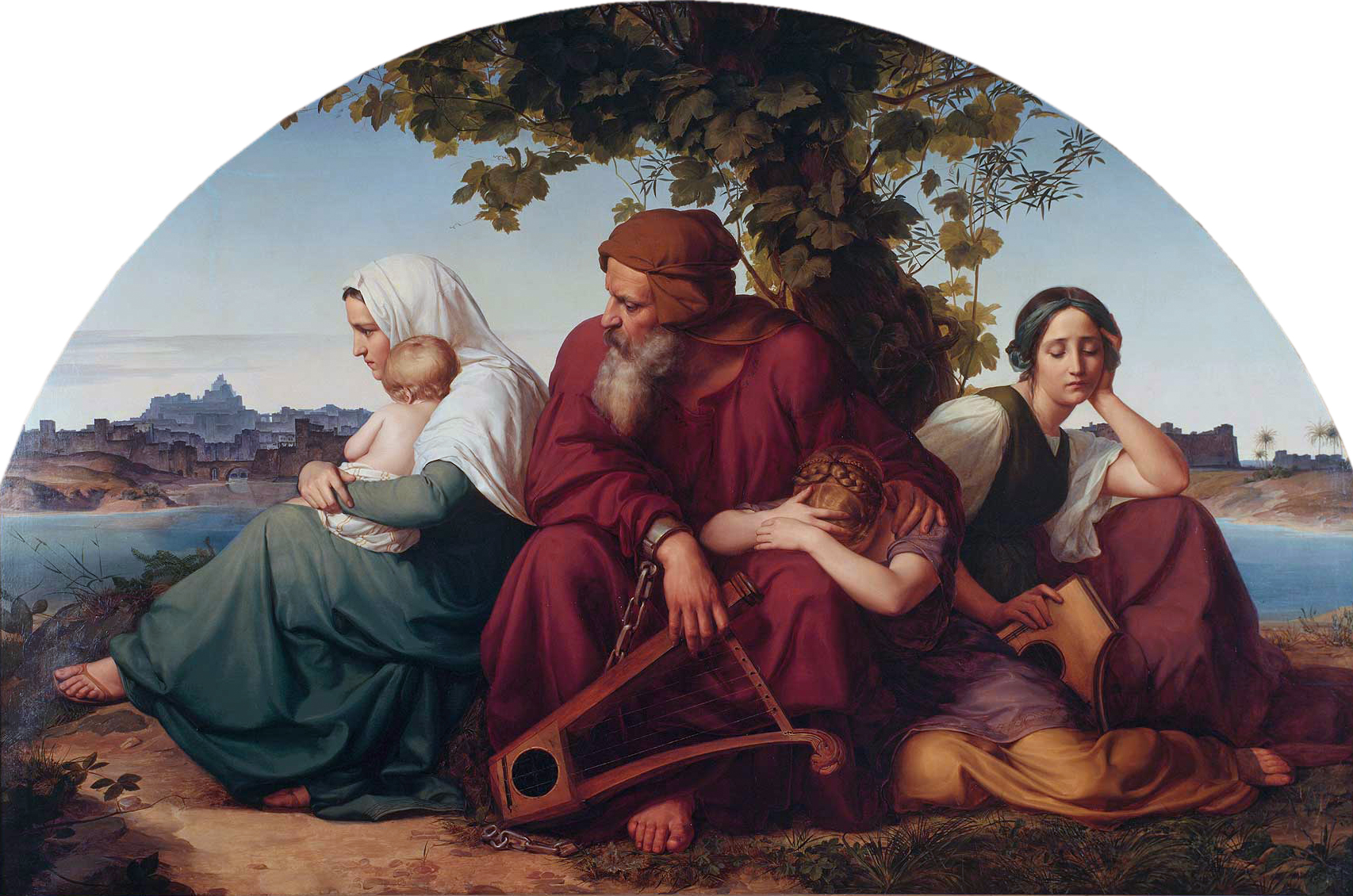
Eduard Bendemann - Il pianto degli Ebrei in esilio

L'impostazione di insegnamento dell'Accademia, sviluppato da Schadow e imitato in molti altri luoghi, che concepisce l'insegnamento come una comunità di artisti strutturata gerarchicamente e composta dal direttore, dai professori e dagli assistenti, dagli studenti-maestri e dagli allievi comuni, assegna alla pittura a tema storico il rango più alto; segue la ritrattistica (nudi e ritratti), la pittura di genere e infine la pittura paesaggistica. Alla fine degli anni Venti dell'Ottocento, la pittura di genere della Scuola di Düsseldorf ricevette impulsi decisivi dal pittore berlinese Eduard Pistorius che attinse alla pittura olandese del XVII secolo.
In accademia si insegnava anche anatomia, architettura e incisione su rame. Nel 1854, fu istituita una cattedra di scultura e nel 1868 ne fu aggiunta una di studi artistici. Solo nel 1874 fu aperto un corso di perfezionamento per la pittura di genere e la prima cattedra fu assegnata a Wilhelm Sohn. A partire dal 1903, uno studio all'aperto, allestito sul modello di Monaco, offriva condizioni di insegnamento ottimali per la pittura di animali.
Al di fuori delle attività ufficiali di insegnamento dell'Accademia di Düsseldorf, gli insegnanti davano lezioni private e nel XIX secolo, questo permise a circa duecento donne artiste di essere formate a livello accademico. 
Già a metà degli anni Trenta dell'Ottocento iniziarono divergenze tra gli artisti e i movimenti artistici, che alla fine portarono al ritiro di Wilhelm von Schadow e a una spaccatura all'interno della scuola. Le cause delle divergenze furono di vario genere: in primo luogo l'idea di Schadow che prevedeva un'associazione omogenea di artisti ispirati dagli stessi ideali, non poteva essere sostenuta a lungo. Questa idea, radicata nel Pietismo, era stata sostenuta in particolare dal gruppo dei Nazareni, di cui Cornelius e Schadow facevano parte; in secondo luogo, gli studenti della Nuova Prussia provenienti dalla provincia del Reno e dalla Westfalia, si sentivano svantaggiati rispetto agli studenti provenienti dalle regioni orientali della Vecchia Prussia, svantaggio che si evidenziava nella nomina dei titolari di cattedre accademiche, nelle borse di studio e nella vendita di quadri. A seguito di questi contrasti, alcuni studenti lasciarono l'accademia.
Infine, i cambiamenti stratificati durante il periodo Vormärz che si riflettevano nella vita sociale e culturale della Prussia e dei paesi vicini, portarono ad uno spostamento di interesse dall'arte dei Nazareni al Biedermeier e alla pittura di paesaggio e di genere tardo romantica che Schadow non amava.
La pittura storica costituì un focus tematico con gli esponenti di Düsseldorf Alfred Rethel, Hermann Stilke, Heinrich Mücke, Carl Friedrich Lessing, Emanuel Leutze, Peter Janssen, Wilhelm Camphausen, Heinrich von Rustige e Hermann Wislicenus che emergevano accanto ai direttori Cornelius e Schadow. I giovani artisti specializzati nella pittura di paesaggio e cresciuti alla scuola di Johann Wilhelm Schirmer erano orientati verso artisti olandesi come Jacob Isaacksz van Ruisdael o Allart van Everdingen, in contrasto con la cerchia di artisti che gravitavano intorno a Schadow che si ispiravano a modelli italiani.
Nella Scuola di Pittura di Düsseldorf gli anni che vanno dal 1840 al 1860 furono segnati da un notevole afflusso di studenti stranier e la notorietà della scuola fece sì che le opere d'arte di Düsseldorf, sia degli artisti tedeschi che degli immigrati, conquistarono il mercato internazionale .

## Elenco
Fra i pittori che ne hanno fatto parte:
- Andreas Müller (1811-1890)
- Karl Müller (1818-1893)
- Franz Ittenbach (1813-1879)
- Ernst Deger (1809-1885)
- Andreas Achenbach (1815–1910)
- Oswald Achenbach (1827–1905)
- Eduard Bendemann (1811–1889)
- Albert Bierstadt (1830–1902)
- Heinrich Franz Carl Billotte (1801–1892)
- Gregor von Bochmann (1850–1930)
- Arnold Böcklin (1827–1901)
- Ernst Bosch (1834–1917)
- Julius Bretz (1870–1953)
- Max Clarenbach (1880–1952)
- Peter von Cornelius (1783–1867)
- Georg Wilhelm Degode (1862–1931)
- August Deusser (1870–1942)
- Eugen Dücker (1841–1916)
- Anselm Feuerbach (1829–1880)
- Alexander Frenz (1861–1941)
- Eduard von Gebhardt (1838–1925)
- Jakob Götzenberger (1802–1866)
- German Grobe (1857–1938)
- Eugen von Guerard (1811–1901)
- Johann Peter Hasenclever (1810–1853)
- Friedrich Heunert (1808-1876)
- Theodor Hildebrandt (1804–1874)
- Carl Hilgers (1818-1890)
- Fritz Hoppe (1880–1950)
- Julius Hübner (1806–1882)
- Sophus Jacobsen (1833-1912)
- Rudolf Jordan (1810–1887)
- Carl Jutz (1838–1916)
- Ludwig Knaus (1829–1910)
- Heinrich Christoph Kolbe (1771–1836)
- August de Laspeè (1816–1901)
- Carl Friedrich Lessing (1808–1880)
- Emanuel Leutze (1816–1868)
- Adolf Lins, (1876–1927)
- Ernst Lotichius (1787–1876)
- Alexander Michelis (1823–1868)
- Hugo Mühlig (1854–1929)
- Walter Ophey (1882–1930)
- Erich Freiherr von Perfall (1882–1961)
- Heinrich Ludwig Philippi (1838–1874)
- Heinz Werner van der Porten (1899–1971)
- Alfred Rethel (1816–1859)
- Otto Rethel (1822–1892)
- Friedrich Wilhelm von Schadow (1788–1862)
- Caspar Scheuren (1810–1887)
- Johann Wilhelm Schirmer (1807–1863)
- Wilhelm Schreuer (1866–1933)
- Adolph Schroedter (1805–1875)
- Peter Schwingen (1815–1863)
- Adolf Seel (1829–1907)
- Karl Ferdinand Sohn (1805–1867)
- Franz Stegmann (1831–1892)
- Wilhelm Steuerwaldt (1815-1871)
- Friedrich Stummel (1850-1919)
- Benjamin Vautier (1829–1898)
- Carl Watzelhan (1867–1942)
- Victor Westerholm (1860-1919)
- August von Wille (1828–1887)
- Fritz von Wille (1860–1941)